# Heinrich Ludolph Wendland
Heinrich Ludolph Wendland (29. dubna 1791 Hannover – 15. července 1869 Teplice) byl německý botanik a zahradník, který popsal řadu druhů akácií.

## Životopis
Heinrich Ludolph Wendland se narodil do rodiny zahradního inspektora Johanna Christopha Wendlanda v Herrenhausenu, části Hannoveru. Jeho otec vydal řadu botanických publikací včetně známých Botanických pozorování včetně některých nových druhů a rodů (Botanische Beobachtungen nebst einigen neuen Gattungen und Arten). V letech 1811–1814 se Heinrich Ludolph učil botanice ve Vídni, načež strávil dva roky (1815 a1816) v Královských botanických zahradách v Kew na jihozápadě Londýna. V letech 1816–1819 pak studoval biologii na Univerzitě Georga Augusta v Göttingenu. Roku 1820 vydal práci Commentatio de Acacias aphyllii, v níž popsal mnoho nových druhů akácií. V roce 1827 se stal zahradnickým mistrem v zahradách Herrenhausenského paláce v Hannoveru a roku 1850 dvorním inspektorem královských zahrad. Zemřel 15. července 1869 v severočeských Teplicích.
Standardní botanická zkratka Heinricha Ludolpha Wendlanda v autoritních údajích u vědeckých jmen botanických taxonů je H.L.Wendl.

## Dílo
- Commentatio de Acacias aphyllii (1820)
- Beiträge zur Botanik (Příspěvky k botanice, s Friedrichem Gottliebem Bartlingem) 1. kniha Göttingen 1824 (archiv)
- Beiträge zur Botanik (Příspěvky k botanice, s Friedrichem Gottliebem Bartlingem) 2. kniha Göttingen 1825 (archiv)